# Propiedad incorporal
La propiedad incorporal, también conocida como propiedad incorpórea o intangible, describe algo de lo que una persona o corporación puede tener la propiedad y puede transferir la propiedad a otra persona o corporación, pero no tiene sustancia física, como es la propiedad intelectual  o la propiedad industrial (marcas o patentes), es decir, por lo general se refiere a creaciones legales como los derechos de autor, las marcas o las patentes. Excluye los bienes tangibles o físicos, como los bienes inmuebles (terrenos, edificios y sus accesorios fijos) y los bienes muebles  (barcos, automóviles, herramientas, etc.). En algunas jurisdicciones, los bienes inmateriales se denominan derechos de acción. 
Los términos bienes intangibles o inmateriales se utilizan de forma distinta de los bienes materiales. 
Conviene señalar que existen dos formas de bienes inmateriales: los bienes inmateriales legales (de los que se habla aquí) y los bienes inmateriales competitivos (que son la fuente a partir de la cual se crean los bienes inmateriales legales, pero que no pueden poseerse, extinguirse o transferirse). 
La propiedad intangible competitiva desobedece la prueba de la propiedad intelectual de extinción voluntaria y, por lo tanto, hace que las fuentes que crean la propiedad intelectual (el conocimiento en su forma de origen, la colaboración, el proceso de compromiso, etc.) escapen a la cuantificación.
Por lo general, la propiedad de bienes inmateriales confiere al titular una serie de derechos legalmente exigibles sobre la reproducción de bienes personales con un contenido determinado. Por ejemplo, el propietario de un derecho de autor puede controlar la reproducción de la obra que forma el derecho de autor. Sin embargo, los bienes inmateriales constituyen un conjunto de derechos independientes de los bienes tangibles que conllevan los derechos. Por ejemplo, el titular de un derecho de autor puede controlar la impresión de los libros que contienen el contenido, pero el libro en sí es una propiedad personal que puede comprarse y venderse sin preocuparse por los derechos del titular del derecho de autor.
La distinción entre cosas corporales e incorporales proviene del Derecho romano, del jurista Gayo, que definía a las cosas corporales como “quae tangi posunt”. Dentro de las incorporales recogía este jurista los "iura" (herencia, usufructo, obligaciones).
El Código Civil español atribuye expresamente la condición de cosa a derechos, como los derechos reales sobre cosa inmueble, las concesiones administrativas, o las rentas y pensiones (334.10, 336).
En el Derecho inglés y en otros sistemas jurídicos de la Commonwealth, los bienes inmateriales se dividen tradicionalmente en intangibles puros (como las deudas, los derechos de propiedad intelectual y el fondo de comercio) e intangibles documentales, que obtienen su carácter a través de un documento (como un conocimiento de embarque, un pagaré o una letra de cambio). El reciente auge de los documentos electrónicos ha difuminado la distinción entre intangibles puros e intangibles documentales.

## Lectura adicional
- Black, Stephen (2012). «Capital Gains Jabberwocky: Capital Gains, Intangible Property, and Tax». Hofstra Law Review 41 (359).